# Росія — батьківщина слонів
«Росі́я — батьківщи́на слоні́в» (рос. «Россия — родина слонов») — фраза, яку зазвичай вживають стосовно різноманітних теорій та ідей, у яких йдеться про перебільшену чи вигадану історичну, наукову чи іншу першість СРСР чи Росії.

## Походження

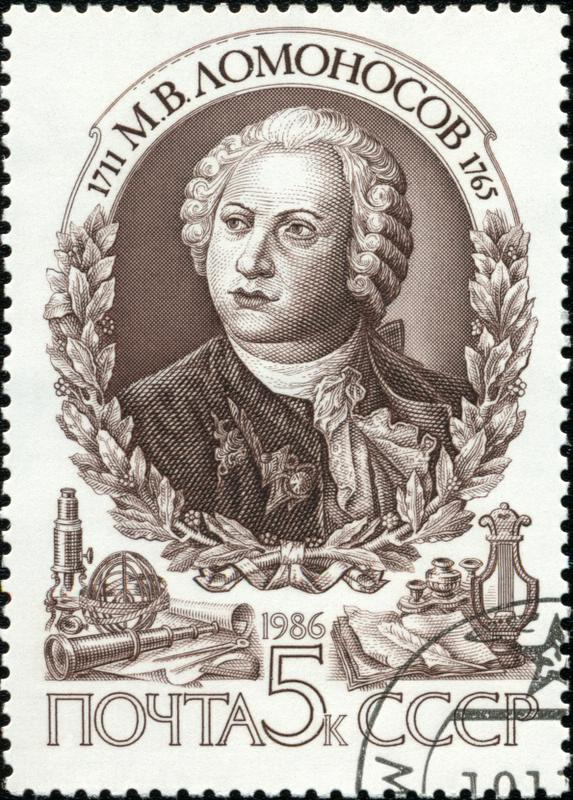
Поштова марка СРСР з Ломоносовим.

Вислів походить від анекдоту, що висміював гасла радянської пропагандистської кампанії «боротьби за пріоритет вітчизняної науки», котра велась в СРСР з 1946 року та була переплетена з пропагандистсько-репресивними кампаніями спрямованими на боротьбу проти «низькопоклонства перед Заходом» та «безродними космополітами». Зокрема висміювалися реальні гасла на кшталт «Росія — батьківщина радіо», «Росія — батьківщина авіації». Так, винайдення парової машини приписувалося Івану Ползунову замість Джеймса Ватта, радіотелеграфу Олександру Попову замість Гульєльмо Марконі, відкриття закону збереження речовини — Михайлу Ломоносову замість Антуана Лавуазьє.
Найпоширеніший варіант анекдоту:
|  | ООН оголосила Рік слона. Різні країни видають книги на цю тему. У Німеччині видали 1-у частину 1-го п'ятитомника «Короткий вступ у „слонознавство“». Американці — книжку кишенькового формату «Що потрібно знати середньому американцю про слонів» (інші варіанти: «Слони та Бізнес», «Що можуть взяти янкі від слонів» та «Слони на дорогах Америки») Англійці — монографію «Слони у Британській Індії». В Ізраїлі — статтю «Слони та єврейське питання». В Італії — есе «Слони та музика». У Франції — буклет «Любов у слонів». У Радянському Союзі вийшов тритомник: перший том носив назву «Росія — батьківщина слонів», другий том — «Класики марксизму-ленінізму про слонів», третій — «Слони у рішеннях двадцять якогось-там з'їзду КПРС». Слідом за радянським тритомником у Болгарії вийшов чотиритомник. Перші три були передруківкою радянського видавництва, а четвертий носив назву: «Болгарський слон — молодший брат радянського слона». |

Згідно з іншим варіантом, школярам у різних країнах задають написати твір:
|  | Англійці: «Промислове використання слонів», француз — «Сексуальне життя слонів», німець — «Слони — попередники танків», радянський школяр — «СРСР — батьківщина слонів» |

## Поширення
Понад рік на початку існування російської вікіпедії (2001—2002 рр.) фраза «Росія — батьківщина слонів (вухатих, підвищеної прохідності — див. мамонт)» (рос. «Россия — родина слонов (ушастых, повышенной проходимости — см. мамонт)») знаходилася на головній сторінці проєкту.

## Реальні відповідники
- Найдавніші представники мамонтів, як стверджують російські дослідники, дійсно мешкали на території сучасної Росії, де тепер розташована Ростовська область[6][7].
- СЛОН (рос. Соловецкий лагерь особого назначения) — російська абревіатура для Соловецького табору особливого призначення, найбільшого радянського концентраційного табору, що діяв у 1920—1930 роках.